# 王伟 (足球运动员)
王伟（1989年6月22日—），中国足球运动员，出生于辽宁省瓦房店市，司职中场，现效力于中超球队梅州客家。

## 俱乐部生涯
2009年，王伟被提拔至中乙球队北京八喜一线队，开始了自己的职业生涯。 2014年2月，在试训成功后，王伟加盟中甲球队青岛中能。 2014年3月16日，王伟在主场1–1战平新疆达坂城纳欢的比赛中完成了自己的俱乐部首秀。 3月29日，在主场1–1战平沈阳中泽的比赛中，王伟打入了自己的俱乐部首球。 2014至2016年间，王伟是青岛中能的绝对主力，联赛登场85次，打入13球。
在青岛中能降级后，2017年2月28日，王伟转会至中超球队上海绿地申花。 由于伤病，王伟在整个2017赛季都未登场。2018年4月3日，在2018年亚足联冠军联赛小组赛第五轮主场2–2战平鹿岛鹿角的比赛中，王伟首发登场，完成了自己的俱乐部首秀。 五天后，在客场2–0击败北京人和的中超联赛中，王伟首发登场，完成了自己的中超首秀。 5月20日，王伟在客场1–2负于天津权健的联赛中攻入了自己代表俱乐部的首球。
2022年3月，王伟转会加盟中超球隊梅州客家。